# 큰흰죽지
큰흰죽지는 기러기목 오리과의 새이다.

## 특징
흰죽지보다 크기가 더 크며, 흰죽지는 부리에 흰색 무늬가 있지만 큰흰죽지는 부리에 무늬가 없고 균일한 검은색이다. 몸통과 날개는 흰죽지에 비해 하얀 편이며 부리와 이마의 경사가 완만하다는 특징이 있다.

## 분포
알래스카 중부, 캐나다 서부, 미국 북서부의 습지에서 번식하고, 미국 남부와 멕시코로 가서 월동을 한다. 대한민국에서는 길잃은새로 낙동강, 천수만, 강릉 등 몇 차례의 관찰기록만 있다.